# Mladinovo, Haskovo
Mladinovo (în bulgară Младиново) este un sat în comuna Svilengrad, regiunea Haskovo,  Bulgaria. 

## Demografie
Componența etnică a satului Mladinovo
     Bulgari (63,72%)
     Turci (18,29%)
     Romi (14,51%)
     Nicio identificare (3,47%)
La recensământul din 2011, populația satului Mladinovo era de 317 locuitori. Din punct de vedere etnic, majoritatea locuitorilor (63,72%) erau bulgari, existând și minorități de turci (18,29%) și romi (14,51%). Pentru 3,47% din locuitori nu este cunoscută apartenența etnică.